# Lennart Rönnberg

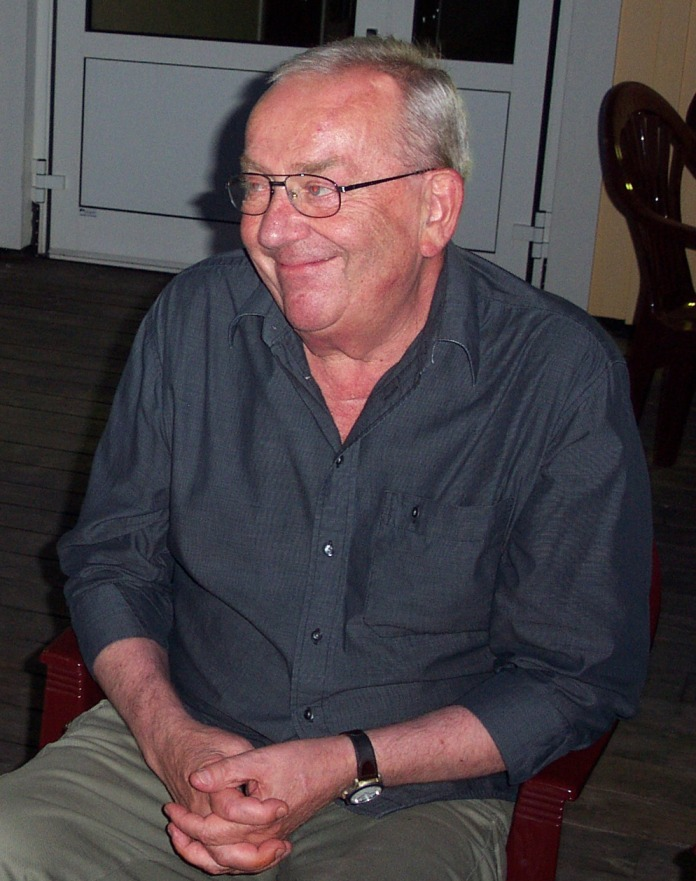

Erik Lennart Rönnberg, född 21 november 1938 i Fjällsjö församling i Ångermanland, död 25 december 2022 i Sundbybergs distrikt i Stockholms län, var en svensk militär.

## Biografi
Rönnberg avlade officersexamen vid Krigsskolan 1961 och utnämndes samma år till fänrik vid Västernorrlands regemente, där han befordrades till kapten 1969 och major 1972. Han deltog i FN-insatser i Gazaremsan 1962 och på Cypern 1964 samt studerade vid Militärhögskolan 1971. Han var han detaljchef i Utbildningsavdelningen i Arméstaben 1973–1976, studerade vid British Army Staff College 1976 och var avdelningschef vid staben i Södra militärområdet 1976–1978. År 1977 befordrades till överstelöjtnant 1977, varpå han var chef för Planeringsavdelningen i Arméstaben 1978–1981, var bataljonschef vid Västernorrlands regemente 1981–1983, befordrades till överste 1982 och var chef för Västernorrlands regemente 1983–1987. Han befordrades 1987 till överste av första graden och var militärområdesinspektör och chef för Utbildnings- och personalsektionen i staben i Nedre Norrlands militärområde 1987–1990. År 1990 befordrades han till generalmajor, varpå han var siste chefen för gamla Arméstaben 1990–1994. Han var stabschef vid staben i Mellersta militärområdet från 1994 till 1996 eller 1997 och chef för den svenska delegationen i Neutrala nationernas övervakningskommission 1997–1998. Rönnberg stod därefter till överbefälhavarens förfogande 1998–1999 och pensionerades från Försvarsmakten 1999.
Rönnberg invaldes som ledamot av Kungliga Krigsvetenskapsakademien 1982.
Lennart Rönnberg var son till hemmansägaren Albin Rönnberg och Hilda Viklund. Han var gift med Iréne Hellman 1967–1990.

## Extern länk
- ”Generalmajor Rönnberg”, marsch av musikdirektör Egon Kjerrman.